# North Shore Railroad (Pennsylvanie)

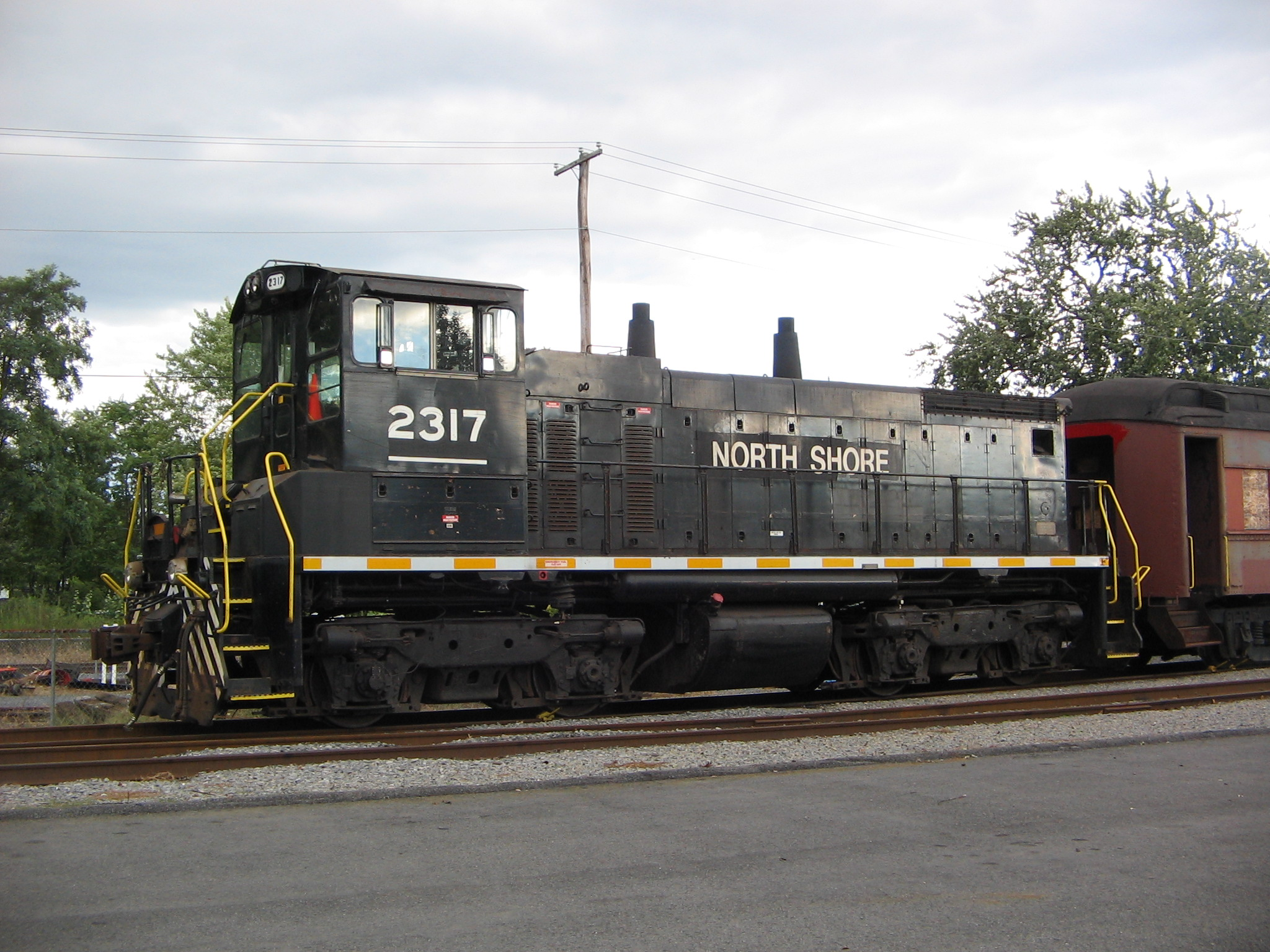
Locomotive 2317 au QG de North Shore Railroad à Northumberland, Pennsylvanie.

La North Shore Railroad (NSHR) est une compagnie ferroviaire qui gère un petit réseau de chemins de fer qui s'étendent  dans les comtés de Northumberland, Montour, Columbia et Luzerne dans l'État de Pennsylvanie aux nord-est des États-Unis. 
La société ferroviaire possède un système de plusieurs petites lignes que sont la Juniata Valley Railroad (JVRR), la Lycoming Valley Railroad (LVRR), la Nittany and Bald Eagle Railroad (NBER), la North Shore Railroad (NSHR), la Shamokin Valley Railroad (SVRR), la Union County Industrial Railroad (UCIR) et la Wellsboro and Corning Railroad (WCOR).

## Description de la ligne North Shore Railroad
La ligne ferroviaire North Shore Railroad, longue de 70 km relie la ville de Northumberland au village de Beach Heaven dans le comté de Luzerne. Sur son trajet, la ligne relie également les localités de Danville, Bloomsburg et Berwick. 
Le tracé de la ligne va du sud-ouest vers le nord-est. La ligne longe approximativement l'U.S. Route 11 et le fleuve Susquehanna. Les bureaux de la société sont situés à Northumberland. Dans cette ville, la ligne est connectée à la ligne du Norfolk Southern Railway et permet également la jonction avec le réseau du Canadian Pacific Railway.

## Histoire

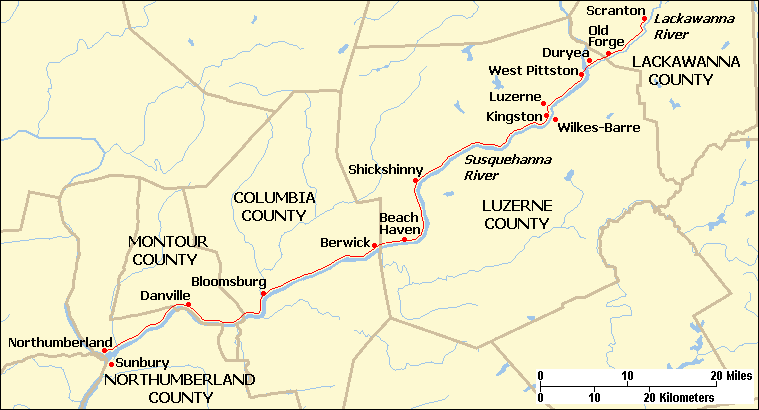
Carte du tracé du Lackawanna and Bloomsburg Railroad.

La première ligne de North Shore Railroad fut construite en 1852 en tant que Lackawanna and Bloomsburg Railroad. Celle-ci fut rachetée par la Delaware, Lackawanna and Western Railroad en 1873. Cette dernière fusionna avec l'Erie Railroad en 1960 pour former l'Erie Lackawanna Railroad. Celle-ci fut à son tour absorbée par Conrail en 1976. Conrail décida d'abandonner certaines portions de la ligne originale dans les années 1980. Des entrepreneurs décidèrent toutefois de garder active les portions vouées à l'abandon et créèrent la North Shore Railroad.